# 3 febbraio
Il 3 febbraio è il 34º giorno del calendario gregoriano. Mancano 331 giorni alla fine dell'anno (332 negli anni bisestili).

## Eventi
- 474 – Alla morte di Leone I il Trace, diventa imperatore d'Oriente il nipote Leone II
- 1451 – Muore Murad II, sultano dell'Impero ottomano; gli succede il figlio Mehmed II
- 1488 – Il navigatore portoghese Bartolomeo Diaz sbarca nella Baia di Mossel dopo aver doppiato il Capo di Buona Speranza all'estremità meridionale dell'Africa, diventando il primo europeo noto a essersi spinto così a sud
- 1783 – Guerra d'indipendenza americana: la Spagna riconosce l'indipendenza degli Stati Uniti d'America
- 1787 – La Ribellione di Shays viene schiacciata, ponendo fine alla sollevazione che porterà ai negoziati che produrranno la stesura della Costituzione degli Stati Uniti d'America
- 1809 – Viene definito il Territorio dell'Illinois
- 1815 – Viene fondata la prima fabbrica di formaggio in Svizzera
- 1830 – L'indipendenza della Grecia è confermata nel Protocollo di Londra
- 1831 – A Modena il duca Francesco IV D'Asburgo-Este sventa la sommossa rivoluzionaria organizzata da Ciro Menotti
- 1865 – Firenze diventa la nuova capitale d'Italia
- 1867 – Il principe Mutshuhito viene eletto imperatore del Giappone
- 1870 – Viene approvato il XV emendamento della Costituzione degli Stati Uniti d'America che garantisce il diritto di voto ai cittadini maschi indipendentemente dalla razza
- 1871 – La capitale d'Italia viene trasferita da Firenze a Roma
- 1913 – Viene ratificato il XVI emendamento della Costituzione degli Stati Uniti d'America, che autorizza il governo federale a imporre e incassare la tassa sul reddito
- 1916 – L'edificio del Parlamento canadese viene distrutto da un incendio
- 1917 – Prima guerra mondiale: gli USA rompono le relazioni diplomatiche con la Germania il giorno dopo l'annuncio tedesco di una politica di guerra sottomarina indiscriminata
- 1930 – A Hong Kong viene fondato il Partito Comunista del Vietnam
- 1945 – Seconda guerra mondiale: l'Unione Sovietica accetta di entrare nel teatro del Pacifico contro l'Impero giapponese
- 1957 – Prende avvio sulla rete Rai Programma Nazionale il contenitore Carosello, che negli anni diverrà indice di cambiamento delle abitudini degli italiani
- 1958 – A L'Aia viene siglata l'Unione economica Benelux fra Belgio, Paesi Bassi e Lussemburgo allo scopo di promuovere il libero movimento dei lavoratori, dei capitali, dei servizi e delle merci nella regione
- 1959 – In un incidente aereo perdono la vita Buddy Holly, Ritchie Valens e The Big Bopper; la data divenne nota come "il giorno in cui morì la musica" grazie alla hit American Pie di Don McLean
- 1962 – Il presidente americano John Fitzgerald Kennedy stabilisce l'embargo contro Cuba
- 1966 – La navetta sovietica Luna 9 effettua il primo allunaggio
- 1967 – Nel contesto dei moti della contestazione giovanile, una folla di manifestanti assedia il commissariato di Viareggio per alcune ore
- 1969 – Al Cairo, Yasser Arafat viene nominato capo dell'Organizzazione per la Liberazione della Palestina dal Congresso Nazionale Palestinese
- 1972 – Le prime Olimpiadi invernali disputate in Asia si aprono a Sapporo (Giappone)
- 1984 – Lo Space Shuttle Challenger parte per la decima missione del Programma Space Shuttle
- 1985 – Desmond Tutu diventa il primo vescovo anglicano nero di Johannesburg
- 1986 – Vengono fondati i Pixar Animation Studios
- 1988 – Scandalo Iran-Contra: la Camera dei rappresentanti degli Stati Uniti d'America rigetta la richiesta del presidente Ronald Reagan per lo stanziamento di 36,25 milioni di dollari di aiuti ai Contras del Nicaragua
- 1989 – Dopo un attacco di cuore, P. W. Botha lascia la presidenza del Sudafrica
- 1989 – Un commando di militari mette fine in Paraguay alla dittatura di Alfredo Stroessner, al potere dal 1954
- 1991 – Viene sciolto il Partito Comunista Italiano, dividendosi in Partito Democratico della Sinistra e Partito della Rifondazione Comunista
- 1998
  - Incidente della funivia del Cermis: un Grumman EA-6B Prowler, aereo militare statunitense al comando del capitano Richard J. Ashby partito dalla base aerea di Aviano, trancia il cavo della funivia del Cermis in Val di Fiemme; l'incidente provocò la morte di 19 passeggeri e del manovratore
  - Karla Faye Tucker è la prima donna giustiziata negli USA dal 1984
- 2011 – Internet esaurisce gli indirizzi IPv4, protocollo di base per il funzionamento di Internet stesso[1]
- 2015 – Il 12º presidente della Repubblica Italiana Sergio Mattarella si insedia con cerimonia solenne
- 2016 – In Egitto, nelle vicinanze di una prigione dei servizi segreti egiziani, viene ritrovato il corpo martoriato di Giulio Regeni

## Nati
Ci sono circa 1 200 voci su persone nate il 3 febbraio; vedi la pagina Nati il 3 febbraio per un elenco descrittivo o la categoria Nati il 3 febbraio per un indice alfabetico.

## Morti
Ci sono circa 590 voci su persone morte il 3 febbraio; vedi la pagina Morti il 3 febbraio per un elenco descrittivo o la categoria Morti il 3 febbraio per un indice alfabetico.

## Feste e ricorrenze

### Religiose
Cristianesimo:
- San Biagio, vescovo e martire
- Sant'Oscar di Brema (o Anscario), vescovo
- San Nicola Saggio da Longobardi, oblato del I ordine dei Minimi
- Sant'Adelino di Celles, abate
- Sant'Anna, profetessa
- Santa Berlinda di Meerbeke
- San Celerino di Cartagine, martire
- San Leonio di Poitiers, sacerdote
- San Lupicino di Lione, vescovo
- Santa Maria di Sant'Ignazio, religiosa
- Santa Marie Rivier, religiosa
- San Remedio e Teridio di Gap, vescovo
- San Simeone il Vecchio
- Santa Werburga, badessa
- Beato Alojs Andritzki, sacerdote e martire
- Beato Elinando, monaco a Froidmont
- Beato Giovanni Nelson, sacerdote e martire
- Beato Giovanni Vallejo, mercedario
- Beata Maria Helena Stollenwerk, religiosa

## Toponimi
- Tres de Febrero (3 febbraio in spagnolo) sono un distretto del Paraguay e un partido dell'Argentina